# Svantjärnen (Särna socken, Dalarna, 682602-134925)
Svantjärnen är en sjö i Älvdalens kommun i Dalarna och ingår i Dalälvens huvudavrinningsområde.